# Episodi di Smallville (quinta stagione)
La quinta stagione della serie televisiva Smallville è andata in onda sul canale statunitense The WB dal 29 settembre 2005 all'11 maggio 2006. In Italia è stata trasmessa in prima assoluta dal canale a pagamento Mediaset Premium dal 31 agosto 2006 al 9 novembre 2006.
Erica Durance viene promossa al cast principale, mentre John Schneider esce di scena a metà stagione.
Gli antagonisti principali sono Milton Fine/Brainiac e il fantasma del Generale Zod.
| nº | Titolo originale | Titolo italiano      | Prima TV USA      | Prima TV Italia   |
| -- | ---------------- | -------------------- | ----------------- | ----------------- |
| 1  | Arrival          | Al tramonto del sole | 29 settembre 2005 | 31 agosto 2006    |
| 2  | Mortal           | Senza poteri         | 6 ottobre 2005    | 31 agosto 2006    |
| 3  | Hidden           | Minaccia atomica     | 13 ottobre 2005   | 7 settembre 2006  |
| 4  | Aqua             | Aqua                 | 20 ottobre 2005   | 7 settembre 2006  |
| 5  | Thirst           | Sete di sangue       | 27 ottobre 2005   | 14 settembre 2006 |
| 6  | Exposed          | Traffico di donne    | 3 novembre 2005   | 14 settembre 2006 |
| 7  | Splinter         | Il frammento         | 10 novembre 2005  | 21 settembre 2006 |
| 8  | Solitude         | Strane macchie       | 17 novembre 2005  | 21 settembre 2006 |
| 9  | Lexmas           | Esistenze parallele  | 8 dicembre 2005   | 28 settembre 2006 |
| 10 | Fanatic          | Fanatismo            | 12 gennaio 2006   | 28 settembre 2006 |
| 11 | Lockdown         | In ostaggio          | 19 gennaio 2006   | 5 ottobre 2006    |
| 12 | Reckoning        | La rivelazione       | 26 gennaio 2006   | 5 ottobre 2006    |
| 13 | Vengeance        | Vendetta             | 2 febbraio 2006   | 12 ottobre 2006   |
| 14 | Tomb             | Lo spirito           | 9 febbraio 2006   | 12 ottobre 2006   |
| 15 | Cyborg           | Cyborg               | 16 febbraio 2006  | 19 ottobre 2006   |
| 16 | Hypnotic         | Ipnosi               | 30 marzo 2006     | 19 ottobre 2006   |
| 17 | Void             | Nel vuoto            | 6 aprile 2006     | 26 ottobre 2006   |
| 18 | Fragile          | Fragile              | 13 aprile 2006    | 26 ottobre 2006   |
| 19 | Mercy            | Il persecutore       | 20 aprile 2006    | 2 novembre 2006   |
| 20 | Fade             | Invisibile           | 27 aprile 2006    | 2 novembre 2006   |
| 21 | Oracle           | L'oracolo            | 4 maggio 2006     | 9 novembre 2006   |
| 22 | Vessel           | Dimensione Fantasma  | 11 maggio 2006    | 9 novembre 2006   |

## Al tramonto del sole
- Titolo originale: Arrival
- Diretto da: James Marshall
- Scritto da: Todd Slavkin e Darren Swimmer

### Trama
Clark lancia il cristallo nel ghiaccio e da esso si genera un'enorme struttura, nella quale Jor-El parla al figlio. Dall'astronave atterrata durante la pioggia di meteoriti fuoriescono due individui, dotati di poteri identici a quelli di Clark, che sono alla ricerca proprio di Kal-El. Lois arriva dai Kent: la casa è stata colpita da un meteorite ma Jonathan e Martha sono vivi. I due alieni arrivano alle caverne e sottraggono a Lex la chiave ottagonale. Chloe, teletrasportatasi assieme a Clark, giunge alla Fortezza della solitudine proprio mentre il ragazzo comincia il suo addestramento col padre: Jor-El scatena contro la ragazza una bufera e Clark la salva, promettendo al padre di tornare entro il tramonto. Chloe confessa di conoscere i poteri dell'amico: giunti all'ospedale Clark le rivela tutto e la ragazza giura di mantenere il segreto. Lex incontra Lana e questa gli racconta dell'astronave. Clark vedendo il notiziario, si precipita a casa, mentre Lana, risvegliatasi a casa di Lex, parla con Lionel degli alieni. I due giungono all'ospedale, dove attaccano Jonathan e Lois, ma Lana riesce a condurli a casa Luthor per indebolirli con la kryptonite come suggeritole dall'uomo. Lex si reca a casa di Clark e gli dice di averlo visto sparire nelle caverne, ma Clark nega per proteggere il suo segreto, ciò nonostante Lex non gli crede e ricomincia a sospettare sulla sua vera natura.
- Terence Stamp (Voce di Jor-El), James Marsters (Prof. Milton Fine/Brainiac 5), Camille Mitchell (Sceriffo Nancy Adams), Alana de la Garza (Aethyr), Leonard Roberts (Nam-Ek).
- Musiche: Precious (Depeche Mode).
- Nota. Questo episodio è stato dedicato alla memoria di Sam Loeb, figlio di Jeph Loeb, sceneggiatore e produttore esecutivo della serie.

## Senza poteri
- Titolo originale: Mortal
- Diretto da: Terrence O'Hara
- Scritto da: Steven S. DeKnight

### Trama
Lex fa internare Lionel a Belle Reve; dall'istituto riescono a fuggire tre individui, dotati di strani poteri, che si dirigono a Smallville. Clark, ancora "umano", vive serenamente e collabora con tutti i concittadini alla ricostruzione dopo la pioggia di meteoriti. I tre fuggiaschi arrivano alla fattoria e attaccano Clark e Lana; in seguito ordinano al giovane Kent di introdursi al Livello 3 della LuthorCorp e di portare loro il siero ivi custodito, prendendo in ostaggio la ragazza, Jonathan e Martha. Clark, con l'aiuto di Chloe, riesce infine a introdursi alla LuthorCorp e a sconfiggere i tre; la ragazza scopre che Lex li spiava e Clark, recatosi da lui, tronca la loro amicizia dopo essersi scambiati qualche pugno. Infine Lana e Clark, ormai una coppia, passano per la prima volta una notte insieme.
- Altri interpreti: Camille Mitchell (Sceriffo Nancy Adams), Judith Maxie (Dr. Albright), Jason Griffith (Belle Reve Guard), Michael Tayles (Deputato Kaiden), Kenny Johnson (Tommy Lee).
- Musiche: A Message (Coldplay).
- Nota. L’episodio sancisce la fine definitiva dell’amicizia di Lex e Clark. Da qui Lex cadrà sempre più vittima del suo lato oscuro, fino a diventare completamente crudele nella stagione successiva.

## Minaccia atomica
- Titolo originale: Hidden
- Diretto da: Whitney Ransick
- Scritto da: Brian Wayne Peterson e Kelly Souders

### Trama
Gabriel, un ragazzo che lavorava al Torch, riesce a mettere le mani su una testata missilistica e la punta su Smallville, per poi avvertire Chloe. Clark e Lana vengono sorpresi da Jonathan e Martha mentre Chloe arriva alla fattoria per informarli di Gabriel. Lex va da Lana al Talon per parlarle dell'astronave. Clark e Chloe scoprono che Gabriel intende usare il missile per eliminare tutti i mutanti da meteorite. Lex tenta di farsi dire come aprire l'astronave da Lionel, il quale ha riempito la sua cella con lo stesso simbolo presente sull'aliante. Gabriel, chiamato da Chloe con un pretesto, spara a Clark e rapisce la ragazza: il giovane Kent muore all'ospedale e nello stesso momento Lionel, mostrando i suoi stessi poteri, fugge da Belle Reve. Chloe riesce a liberarsi e involontariamente uccide Gabriel, ma il missile viene comunque lanciato. Clark si risveglia alla Fortezza e Jor-El, nel corpo di Lionel, gli dice che tornerà in vita con tutti i suoi poteri ma che in cambio qualcuno a lui molto vicino presto morirà. Clark ritorna a Smallville e, grazie a un parziale volo, riesce a fermare il missile; tornato a casa spiega ai genitori l'intervento di Jor-El ma non cosa questo comporti. Lana consegna a Lex la cartella clinica di Clark per dimostrargli che è un essere umano, ma il giovane Luthor non le crede. Lionel torna a casa e non sembra avere ricordi del periodo in cui Jor-El era nel suo corpo. Clark confessa a Chloe la contropartita chiesta da Jor-El e la sua amarezza per dover ricominciare a mentire, ma la ragazza gli consiglia di dire tutto a Lana.
- Altri interpreti: Camille Mitchell (Sceriffo Nancy Adams), Rekha Sharma (Dr. Harden) , Johnny Lewis (Gabriel Duncan), Steve Lawlor (Tenente Taylor).
- Musiche: Breathe (2 AM) (Anna Nalick); Supernatural (Wild Whirled); Collide (Dishwalla); Disappearing World (David Gray)[1].

## Aqua
- Titolo originale: Aqua
- Diretto da: Paul Shapiro
- Scritto da: Todd Slavkin e Darren Swimmer

### Trama
Durante una festa al lago, Lois rischia di affogare: Clark si tuffa per salvarla ma un ragazzo, Arthur Curry, nuota più veloce di lui e salva la ragazza. L'individuo uscito dall'astronave si presenta come Milton Fine, professore di storia all'università di Clark col quale ha una discussione su Lex e che gli propone di diventare il suo assistente per la realizzazione di un libro sulla LuthorCorp. Arthur e Lois si danno appuntamento al lago ma il ragazzo crolla a terra a causa di un sonar, il Leviatano, progettato dall'azienda di Lex. Clark comincia a investigare con Chloe su Arthur e successivamente sventa un attacco del ragazzo contro un laboratorio della LuthorCorp; successivamente i due si confrontano e decidono di parlare con Lex per fargli abbandonare il progetto, ma la discussione non va a buon fine. Lex rapisce Arthur ma Clark riesce a liberarlo poco prima che il test per vendere il Leviatano cominci. I due, ormai amici, successivamente si salutano e Clark accetta il lavoro di Fine.
- Altri interpreti: James Marsters (Prof. Milton Fine/Brainiac 5), Alan Ritchson (Arthur Curry/Aquaman).
- Musiche: All The Money Or The Simple Life Honey (Alan Moulder Radio Mix) (The Dandy Warhols); Waiting For Your Letter (Cary Brothers); Everyday Is Like The Weekend (Amy Ward).

## Sete di sangue
- Titolo originale: Thirst
- Diretto da: Paul Shapiro
- Scritto da: Steven S. DeKnight

### Trama
La direttrice del Daily Planet sfida Chloe a portarle una storia che valga la pubblicazione. Lex minaccia il professor Fine a causa delle insinuazioni da lui mosse sul suo conto e su quello della LuthorCorp. Lana viene accettata in una confraternita e trasformata in una vampiressa. Fine mostra a Lex di conoscere i suoi esperimenti segreti e il magnate lo fa pedinare; il professore però recupera l'astronave e uccide il tirapiedi di Lex. Clark e Chloe cominciano a indagare sulla confraternita a causa dello strano comportamento di Lana ma questa, durante una festa, morde Chloe. La ragazza finisce all'ospedale, dove Clark incontra Fine, che gli consiglia di rivolgersi a Lex in quanto riconosce nei sintomi di Chloe un progetto della LuthorCorp. Lex consegna a Clark il siero, che è a base di kryptonite, e in quel momento Lana lo morde, ottenendo alcuni suoi poteri con cui uccide Buffy. Clark successivamente riesce a salvare le ragazze e Lana si trasferisce nella stessa stanza di Chloe, che ottiene un lavoro al Daily Planet.
- Altri interpreti: James Marsters (Prof. Milton Fine/Brainiac 5), Carrie Fisher (Pauline Kahn), Luciana Carro (Kayrin), Richard Kahan (Bitterman), Kaare Anderson (Ramirez), Erica Cerra (Courtney), Brooke Nevin (Buffy Sanders).
- Musiche: Wikked Lil' Grrrls (Esthero); Set The Grass On Fire (Elysian Fields); Guiltless (Martin Grech); Deadfall aka Abandoned (The Swear); The Girls Attractive (Diamond Nights); Bela Lugosi's Dead (Bauhaus).
- Nota. L'episodio è dedicato a Kimberly Regent, morta il 10 maggio 2005.
- Nota. Il capo delle ragazze vampire si chiama Buffy Sanders: il nome è un chiaro riferimento a Buffy Summers, la protagonista della nota serie TV Buffy l'ammazzavampiri; inoltre James Masters, l'attore che interpreta il professor Fine, è famoso per la parte del vampiro Spike sempre nella stessa serie.

## Traffico di donne
- Titolo originale: Exposed
- Diretto da: Jeannot Szwarc
- Scritto da: Brian Wayne Peterson e Kelly Souders

### Trama
Chloe e Lois ricevono, al Daily Planet, una telefonata da una ragazza: le due la raggiungono, ma prima che la ragazza dica qualcosa viene investita. Il senatore Jack Jennings, amico di lunga data di Jonathan, chiede aiuto a lui e Clark per la campagna elettorale contro il suo rivale, Lex. La detective che si occupa della morte della ragazza consegna a Jennings una foto che lo ritrae assieme a lei in un club privato: Clark, Chloe e Lois cominciano a indagare sul club, ma la polizia fa una retata e quest'ultima viene portata via dai gestori del locale. Clark, grazie alle ricerche di Chloe, riesce a salvarla e l'uomo del club, inizialmente rilasciato a causa dell'immunità diplomatica di cui gode, viene poi arrestato dall'Interpol. Jennings decide di ritirare la candidatura e consiglia a Jonathan di sostituirlo, mentre Chloe pubblica il suo primo articolo e Lois si trasferisce nell'appartamento del Talon.
- Guest star: Tom Wopat (Senatore Jack Jennings).
- Altri interpreti: Woody Jeffreys (Mr. Lyon), Jill Teed (Detective Maggie Sawyer).
- Musiche: How do you do it (Molly M); Don't Cha (The Pussycat Dolls); All Jacked Up (Gretchen Wilson); I'm Human (Flashlight Brown); Cold Hands (Warm Heart) (Brendan Benson)
- Nota. Tom Wopat e John Schneider erano i due protagonisti della famosa serie TV Hazzard e diverse, infatti, sono le menzioni a quella serie durante l'episodio, a partire dalla macchina con cui Jennings arriva alla fattoria, una Dodge Charger, come il Generale Lee che i due guidavano in Hazzard.

## Il frammento
- Titolo originale: Splinter
- Diretto da: James Marshall
- Scritto da: Steven S. DeKnight

### Trama
Lana riceve un frammento di kryptonite d'argento con cui Clark si graffia; il giovane Kent ha quindi una serie di visioni (Chloe che vende il suo segreto a Lionel, Lana che lo tradisce con Lex, i suoi genitori che gli dicono di non amarlo) che lo rendono paranoico e diffidente nei confronti di tutti. Dopo aver attaccato i suoi genitori e i suoi amici, Fine, confessando di essere anche lui un kryptoniano e mostrando gli stessi poteri del ragazzo, riesce a estrarre il frammento di kryptonite argentata e Clark torna alla normalità. Chloe, che copre Clark con Lana, gli rivela che le email che si scambia con Lionel (che vuole davvero finanziare la campagna di Jonathan) riguardano la campagna elettorale di Lex, mentre Lana gli mente riguardo all'astronave. Infine Fine sembra assorbire la kryptonite d'argento proprio vicino all'aliante.
- Altri interpreti: James Marsters (Prof. Milton Fine/Brainiac 5).
- Musiche: Forget It (Breaking Benjamin); Superman (Stereophonics); Homeward Angel (Moby).

## Strane macchie
- Titolo originale: Solitude
- Diretto da: Paul Shapiro
- Scritto da: Todd Slavkin e Darren Swimmer

### Trama
Un fascio di luce investe Martha e la donna, dopo uno svenimento, presenta delle strane chiazze sul corpo. Clark sospetta che dietro ci sia Jor-El e il saldo del suo patto e Fine non smentisce questa ipotesi. Lionel racconta a Chloe delle capacità di Fine; questi, interpellato di nuovo da Clark, afferma che i sintomi di Martha sono gli stessi di una particolare tortura che Jor-El eseguiva contro i suoi nemici, descrivendo il padre di Clark come un violento dittatore e vera causa della distruzione di Krypton. Clark, dopo aver confessato il patto con Jor-El a Jonathan, si dirige alla Fortezza per parlargli. Chloe e Lois riescono a introdursi nel laboratorio dove è tenuta l'astronave e la reporter vi scorge Fine. Questi consiglia a Clark di distruggere la Fortezza per salvare Martha: i due vi si recano e Clark inserisce un cristallo che causa la distruzione della struttura. Fine, che rivela di essere un'intelligenza artificiale creata su Krypton, lo attacca in modo da liberare il Generale Zod, acerrimo nemico di Jor-El che intende ricreare Krypton sulla Terra. Chloe riesce ad aiutare Clark, che disattiva la sequenza e distrugge Fine, cosa che comporta la sparizione dell'astronave e la guarigione di Martha.
- Altri interpreti: Terence Stamp (Voce di Jor-El), James Marsters (Prof. Milton Fine/Brainiac 5).
- Musiche: Wicked Game (HIM).

## Esistenze parallele
- Titolo originale: Lexmas
- Diretto da: Rick Rosenthal
- Scritto da: Holly Harold

### Trama
Lex, il giorno della vigilia di Natale, si reca a Grandville per incaricare un suo uomo di ottenere, anche falsificandole,  informazioni con cui sabotare Jonathan. Lex, poco dopo, viene colpito da due rapinatori, perdendo conoscenza, e si trova a vivere un'esistenza parallela in cui è sposato con Lana, ha un figlio ed è in attesa del secondo, non è più un miliardario, la sua amicizia con Clark è ancora intatta, inoltre quest'ultimo e Chloe stanno insieme e sono entrambi affermati giornalisti e Jonathan è diventato senatore. 
 Nella vita reale Lex viene ricoverato e rischia di rimanere paralizzato, ma Lionel lo fa trasferire in un altro ospedale per farlo operare da specialisti che riescono a evitare la paralisi; nel frattempo Chloe chiede a Clark di consegnare i regali del Daily Planet.
Nel sogno Lex chiede aiuto a Lionel per fare trasportare Lana in un altro ospedale a seguito di una complicanza del parto e questo gli nega l'aiuto perché ha rinunciato alla carica di senatore. Lana poco dopo muore e della sua morte Lionel incolpa Lex per aver rinunciato al potere trovandosi cosi senza risorse per aiutarla.
Una volta sveglio Lex decide dunque di ricorrere anche a mezzi sleali pur di battere Jonathan, leggendo nella sua esperienza onirica un presagio di ciò che potrebbe succedere se rinunciasse alla carriera politica.
- Altri interpreti: Alisen Down (Lillian Luthor), Adrian Holmes (Griff), Adam Harrington (Dr. Litvack), Nico Ghisi (Alexander), Chelah Horsdal (Dr. McCann), Jerry Wasserman (Dr. Scanlan).
- Musiche: That Spirit Of Christmas (Ray Charles); Danza della Fata Confetto (dallo Schiaccianoci di Pëtr Il'ič Čajkovskij).
- Nota. La scena in cui Lana, moglie di Lex Luthor, muore e gli dice che lui è un uomo buono ricorda molto quella del film Superman Returns, quando l'amante di Lex, Gertrude Vanderworth, sul letto di morte gli dice le stesse cose.

## Fanatismo
- Titolo originale: Fanatic
- Diretto da: Michael Rohl
- Scritto da: Wendy Mericle

### Trama
Lionel acquista le informazioni su Jonathan che Lex voleva e le distrugge. Lois viene assunta da Jonathan come organizzatrice della sua campagna e si scontra con Samantha Drake, organizzatrice della campagna di Lex. Lana e Clark hanno una discussione poiché questi, da quando ha riacquistato i suoi poteri, non è più lo stesso. Jonathan, dopo aver ricevuto delle telefonate minatorie, viene attaccato alla fattoria dai ragazzi del comitato di Lex. Lionel offre a Martha un sostanzioso contributo alla campagna di Jonathan ma la donna, anche per motivi personali, non ha intenzione di accettare. Clark chiede aiuto a Chloe, che gli suggerisce di dire tutto a Lana. Samantha uccide gli altri due ragazzi del comitato e, dopo che Lex si dissocia dai suoi metodi, attacca anche lui; la ragazza infine spara a Jonathan durante un comizio ma Clark blocca la pallottola e Lois la ferma. Lois confessa a Martha che i fondi per la campagna stanno finendo e la donna decide di accettare i soldi di Lionel, mentre Lana dice a Clark di aver scoperto che anche durante la pioggia di meteoriti della loro infanzia è atterrata una navicella.
- Altri interpreti: Miles Meadows (Doug), Sage Brocklebank (James), David Richmond-Peck (March Sosnick), Adrian Holmes (Griff), Annie Burgstede (Samantha Drake).
- Musiche: I Want It All (Depeche Mode).

## In ostaggio
- Titolo originale: Lockdown
- Diretto da: Peter Ellis
- Scritto da: Steven S. DeKnight

### Trama
Lex viene attaccato da due agenti che vogliono l'astronave. Clark scopre i progetti dell'aliante nella borsa di Lana e la ragazza spiega di lavorare con Lex per studiare il velivolo. L'agente Flynn dice di essere l'ultimo sopravvissuto della pattuglia spazzata via dai due kryptoniani arrivati con la navicella: lui e la complice rapiscono Lana e Lex, pur riuscendo a condurla in salvo, viene ferito. Jonathan scopre che il finanziatore della sua campagna è Lionel. Chloe riceve una telefonata dallo sceriffo che le comunica la sparizione di Lana e lei e Clark si mettono subito alla ricerca. Martha confessa a Jonathan di aver preso lei i soldi da Lionel e cerca di convincere il marito a continuare nonostante l'orgoglio. Lex confessa a Lana che l'astronave è sparita da qualche tempo e che non sa dov'è; la ragazza, per salvare l'amico, decide di portare i due al laboratorio. Clark salva Lana e Flynn e la complice vengono arrestati. Jonathan accetta i soldi di Lionel ma decide di vendergli la sua terra in cambio.
- Altri interpreti: Camille Mitchell (Sceriffo Nancy Adams), Sarah Lind (Deputato Harris), Kevin Daniels (Greg Flynn).

## La rivelazione
- Titolo originale: Reckoning
- Diretto da: Greg Beeman
- Scritto da: Brian Wayne Peterson e Kelly Souders

### Trama
Clark rivela a Lana il suo segreto, conducendola alla Fortezza, e le chiede di sposarlo, dicendo poi tutto ai genitori e a Chloe. Lana accetta la proposta di matrimonio di Clark e Jonathan viene eletto senatore. Lex, ubriaco dopo la sconfitta, chiama Lana a casa sua e dopo aver visto l'anello della ragazza si infuria: questa scappa in auto ma Lex, inseguendola per parlarle, le causa un incidente mortale. Clark, distrutto dal dolore, chiede a Jor-El di riportarla in vita: ricordandogli che comunque l'equilibrio nell'universo deve essere mantenuto e che quindi al posto di Lana morirà qualcun altro, questo riporta Clark al momento prima di condurre la ragazza alla Fortezza, decidendo di non rivelarle niente e allontanandola ancora di più. Clark rivela tutto a Chloe e le chiede di aiutarlo a salvare Lana: dopo l'elezione di Jonathan, Clark salva Lois da un incidente domestico e lei va da Lex; i due si baciano e Lana sta per avere di nuovo l'incidente, ma lui la salva. Lionel incontra Jonathan nel fienile: dopo avergli mostrato una foto con cui ricattarlo, Jonathan lo attacca ma successivamente si sente male e muore tra le braccia di Martha e Clark.
- Altri interpreti: Terence Stamp (Voce di Jor-El).
- Musiche: You're Beautiful (James Blunt); I Grieve (Peter Gabriel).
- Nota. Questo è il centesimo episodio della serie.

## Vendetta
- Titolo originale: Vengeance
- Diretto da: Jeannot Szwarc
- Scritto da: Al Septien e Turi Meyer

### Trama
Clark decide di lasciare l'università per lavorare alla fattoria. Martha va a Metropolis per parlare al governatore (che le vuole proporre il seggio di Jonathan) e per dare ai poveri i vestiti del marito, ma viene attaccata da due malviventi, che le rubano l'orologio del marito ma che vengono messi in fuga da una donna. Clark e Chloe cominciano a investigare, ma l'Angelo della vendetta (così Chloe soprannomina la vigilante) gli intima di smettere con le loro ricerche; i due, tuttavia, riescono a rintracciarla e a scoprire la sua identità: è Andrea, una ragazza che lavora al Daily Planet e che ha ottenuto i suoi poteri dal cuore di una ragazza colpita dalla pioggia di meteoriti che le è stato trapiantato. Lei e Clark decidono di collaborare e rintracciano il ladro: questi, che ha anche ucciso la madre di Andrea, rivela che l'omicidio gli fu commissionato da Lionel (la donna era un'attivista) e di aver venduto l'orologio di Jonathan; Andrea lo uccide e successivamente si reca a uccidere Lionel (cui Lex dice di sapere del suo incontro con Jonathan), venendo fermata da Clark. Lionel va da Martha e le dice di rifiutare le ipoteche di Jonathan e di aiutarla quando vorrà. Lana ritrova l'orologio di Jonathan e lo consegna a Clark.
- Altri interpreti: Denise Quiñones (Andrea Rojas/Angelo della vendetta).

## Lo spirito
- Titolo originale: Tomb
- Diretto da: Whitney Ransick
- Scritto da: Steven S. DeKnight

### Trama
Chloe vede lo spirito di una ragazza e successivamente viene trovata da Lois coi polsi tagliati; i medici, data la malattia di cui la madre della reporter soffre, cominciano a ipotizzare che anche lei abbia un disturbo psichico. Lionel fa visita a Martha rincuorandola. Lana va a trovare Chloe e la reporter vede un'altra volta la ragazza. Lex sta cercando Fine e Lana gli chiede di trasferire Chloe a Belle Reve, ma Clark la porta da Lois. Chloe ha un'altra visione e Clark scopre il cadavere della ragazza nel muro del bagno dell'appartamento del Talon; la reporter tocca il braccialetto di kryptonite che il corpo possiede e lo spirito della ragazza si impossessa di lei. Gretchen, la ragazza, si mette alla ricerca del suo assassino. Michael, un portantino dell'ospedale, rapisce Lois; Gretchen si reca da lui e lo attacca, essendo il suo assassino: Clark interviene e la ragazza, dopo essere uscita dal corpo di Chloe, uccide l'uomo e svanisce. Clark infine convince Chloe a far visita alla madre.
- Altri interpreti: Leela Savasta (Gretchen Winters), Douglas O'Keeffe (Dr. Seidel), Damon Johnson (Michael Westmore).

## Cyborg
- Titolo originale: Cyborg
- Diretto da: Glen Winter
- Scritto da: Caroline Dries

### Trama
Victor, un ragazzo internato in un laboratorio, riesce a evadere; Lana, inavvertitamente, gli va addosso con l'auto, ma il ragazzo la ferma a mani nude. Questi la porta in ospedale e se ne va, e la ragazza contatta allora Clark. Martha, ormai insediata al Senato, riceve un video in cui si vede Clark usare i suoi poteri. Clark va all'ospedale e riconosce in Victor una ex stella del football liceale data per morta e, usando la vista a raggi x, scopre che il suo corpo è per metà umano e per metà artificiale. I due si recano alla fattoria e Victor racconta la sua storia a Clark, che decide di aiutarlo. Victor e Lana vengono attaccati alla fattoria: Clark li salva ma il ragazzo bionico viene ferito. Victor si reca poi dalla sua ragazza, ma vi trova gli uomini del laboratorio e Lex, che lo riconducono nella struttura. Martha è sul punto di cedere al ricatto, ma Lionel interviene offrendole il suo aiuto. Clark libera Victor prima che venga reso un automa e Lana riesce a rintracciare la sua ragazza, Katherine. Lionel infine mette le mani sul video di Clark e, dopo averlo visto, non appare sorpreso, dicendo invece «Il tuo segreto è al sicuro con me, Kal-El».
- Altri interpreti: Lee Thompson Young (Victor Stone), Christie Laing (Katherine), Mackenzie Gray (Dr. Alistair Kreig), Rick Tam (Dr. Hong).
- Musiche: Life After Love (Colored Shadows).

## Ipnosi
- Titolo originale: Hypnotic
- Diretto da: Michael Rohl
- Scritto da: Todd Slavkin e Darren Swimmer

### Trama
In Honduras, Fine mette le mani su sangue infetto. Simone, una ragazza, ipnotizza Clark: i due cominciano a baciarsi e vengono scoperti da Lois. Lex dice a Lana di aver trovato Fine. Simone costringe Clark a chiamare Lana mentre i due sono in atteggiamenti intimi e a lasciarla; la ragazza, che lavora per Lex, non dice nulla su Clark ma viene obbligata dal magnate a lavorare per lui ancora. Chloe, sospettosa sul comportamento di Clark, comincia a indagare e scopre la verità. Lex trova Fine e i due decidono di collaborare. Simone ordina a Clark di uccidere Lex, ma Chloe riesce a fermarli e nella colluttazione Simone viene uccisa. Clark, deciso a non ferire più i sentimenti di Lana, la lascia. Lana allora va da Lex.
- Altri interpreti: James Marsters (Prof. Milton Fine/Brainiac 5), Nichole Hiltz (Simone), Linden Banks (Scienziato), Aaron Craven (Scienziato), Parker Jay (Aide).
- Musiche: Almost Honest (Josh Kelley); Dirty Little Secret (All-American Rejects).
- Nota. L'episodio è dedicato alla memoria di Dana Reeve.

## Nel vuoto
- Titolo originale: Void
- Diretto da: Jeannot Szwarc
- Scritto da: Holly Harold

### Trama
Lana si rivolge a Lance, uno studente di medicina che ha realizzato un siero alla kryptonite col quale riesce a uccidere e riportare in vita, permettendo a Lana di parlare coi genitori. Chloe prova a Clark che Fine è ancora vivo e il ragazzo si mette alla ricerca del suo ex professore. Lionel continua ad aiutare Martha: la donna, pur accettando, mette subito in chiaro che i due non saranno mai niente più che amici. Lana si introduce in casa di Lex in modo da ottenere i soldi per un'altra dose: il magnate la scopre e tenta di convincerla a smettere, ma la ragazza non lo ascolta. Chloe rintraccia l'amica di Lance, Ally, ma la ragazza muore. Lana si reca da Lance per un'ultima dose: Lex tenta di fermarla, ma il ragazzo lo trafigge con una siringa. Lex vede la madre, che gli dice che si macchierà del sangue di molte persone, ma Chloe lo fa rinsavire. Clark salva Lana, che uccide involontariamente Lance, ma gli viene iniettato il siero: il giovane Kent parla col padre, che gli dice che Lionel è a conoscenza del suo segreto. Clark parla della sua visione a Chloe, che gli rivela che proprio Lionel le ha detto che Fine era in Honduras. Clark e Lana infine si chiariscono.
- Guest star: John Schneider (Jonathan Kent)
- Altri interpreti: Alisen Down (Lillian Luthor), G. Patrick Currie (Lance), Ben Odberg (Lewis Lang), Michaela Mann (Ally), Wendy Chmelauskas (Laura Lang).

## Fragile
- Titolo originale: Fragile
- Diretto da: Tom Welling
- Scritto da: Todd Slavkin e Darren Swimmer

### Trama
Maddie, figlia adottiva di una collaboratrice di Martha, ha il potere di rompere il vetro con la mente; dopo un litigio la donna viene uccisa, mentre la bambina viene ospitata dai Kent. Clark riesce a entrare in confidenza con Maddie, ma all'arrivo di Lois la bambina scatena involontariamente il suo potere e Clark comincia a indagare. Maddie, mentre Lois se ne prende cura, viene portata via da un uomo col suo stesso potere, che rivela alla bambina di essere suo padre. L'uomo viene poi fermato da Clark e la bambina viene affidata alla nonna, madre dell'uomo; successivamente questi scappa di nuovo, ma Clark e Maddie lo fermano definitivamente. Lana infine va da Lex per chiarire la situazione e lo bacia.
- Altri interpreti: Anne Marie Loder (Naomi), Emily Hirst (Maddie Van Horn), Callum Keith Rennie (Tyler McKnight), James Upton (Frank Colbert), Maxine Miller (sig.ra. McKnight).

## Il persecutore
- Titolo originale: Mercy
- Diretto da: James Marshall
- Scritto da: Steven S. DeKnight

### Trama
Lionel viene costretto da un uomo in maschera a risolvere un indovinello per salvarsi la vita. Una volta sopravvissuto Lionel accusa Lex, che però riesce a convincerlo della sua innocenza. Clark dice a Martha che Lionel conosce il suo segreto e la donna gli rivela il ricatto subito e di cui il magnate si è occupato. L'uomo con la maschera rapisce Lionel e lo costringe a un'altra prova. Lex e Lana si incontrano per parlare del loro rapporto ma Lex viene informato del rapimento del padre. Lionel sopravvive alla seconda prova ma nella terza viene coinvolta Martha. Lois informa Clark dell'assenza della madre alla riunione cui doveva partecipare: lui e Chloe si dirigono da Lex, e i tre decidono di collaborare per salvare Lionel e Martha. I due sopravvivono alla terza prova e vengono condotti a quella finale: uccidere l'altro per sopravvivere. Lionel decide di sacrificarsi per salvare Martha, ma la pistola non spara. Allora il sequestratore esce allo scoperto: si tratta di un uomo che ha perso tutto a causa di un investimento sbagliato di Lionel e, nonostante il magnate si scusi, fa precipitare l'ascensore nel quale i due sono detenuti, ma Clark li salva usando i suoi poteri agli occhi del magnate. Lex fa arrestare Lincoln Cole, il sequestratore, dopodiché incontra suo padre sospettando che sia stato Clark a salvarli, ma Lionel "copre" il fatto che Clark li abbia salvati. Successivamente Lionel e Clark si incontrano, Lionel rivela di conoscere il suo segreto da quasi un anno, sin da quando toccò il cristallo che provocò la creazione della Fortezza della Solitudine. Afferma inoltre di non aver mai avuto intenzione di rivelare il suo segreto ad altri poiché ciò avrebbe cambiato il suo destino. Clark pensa che Lionel fosse sicuro che la pistola fosse scarica mentre Lionel gli risponde che non potrebbe mai far del male a Martha, neanche per salvarsi la vita. Sebbene Lionel dica di volere solo il bene dei Kent, Clark, per niente convinto, gli intima di stare lontano da sua madre; appena il giovane Kent se ne va, Lionel accusa un malore e scrive un messaggio.
- Altri interpreti: Ian Tracey (Lincoln Cole/Uomo con la maschera).
- Nota. Il comportamento del sequestratore è molto simile a quello del protagonista dei film della serie di Saw.

## Invisibile
- Titolo originale: Fade
- Diretto da: Terrence O'Hara
- Scritto da: Al Septien, Turi Meyer

### Trama
Clark salva la vita a un uomo che successivamente uccide il testimone di un importante processo grazie all'abilità di diventare invisibile. L'uomo, Graham, va a casa di Clark dopo avergli fatto un regalo e conosce Lois. Clark, convinto che il regalo sia da parte di Lex (che voleva cercare di riallacciare i rapporti col giovane) va a casa sua, ma lo scopre con Lana: il giovane Kent allora si arrabbia con Chloe per non avergli detto della loro relazione. Graham invita Clark a una serata per sdebitarsi: il giovane Kent gli parla allora di Lex e questo tenta di eliminarlo in modo che Clark possa tornare con Lana, ma la ragazza glielo impedisce. Clark, dall'identikit fornito da Lana, capisce che l'assalitore di Lex è Graham e tenta, senza riuscirci, di fermarlo. Il killer infine va in ospedale per uccidere Lex e Lana ma Clark, aiutato da Lois e Chloe, riesce a salvarli, mentre il killer, noto nel giro come "il camaleonte", viene ucciso dal magnate. Lana infine confessa la sua relazione con quest'ultimo a Clark.
- Altri interpreti: Alexander Scarlis (Graham Garrett/il Camaleonte), Jody Thompson (Gia).

## L'oracolo
- Titolo originale: Oracle
- Diretto da: Withney Ransick
- Scritto da: Caroline Dries (sceneggiatura); Neil Sadhu e Daniel Sulzberg (soggetto)

### Trama
Clark, il giorno del suo compleanno, visita la tomba di Jonathan: questo gli appare e gli dice che per salvare il mondo dovrà uccidere Lionel. Questi scopre la collaborazione del figlio con Fine e lo mette in guardia dal professore; subito dopo, ha un altro attacco durante il quale scrive su un foglio dei simboli kryptoniani. Lana accetta di conoscere l'esperimento di Fine e Lex fino in fondo. Jonathan appare anche a Martha ripetendole la necessità di uccidere Lionel e dicendo che questi è coinvolto nella sua morte, ma in realtà l'uomo non è altri che Fine trasformato. Fine si incontra con Lex e dopo avergli spiegato la sua origine lo minaccia per avere il vaccino che la LuthorCorp ha sviluppato. Clark dà appuntamento a Lionel per scoprire se questi era presente la sera in cui Jonathan morì: Lionel cerca di farlo ragionare ma Jonathan appare intimandogli di ucciderlo; Clark capisce che colui che ha davanti non è il genitore e prova a combattere, ma il clone di Fine viene fatto sparire da Lionel durante uno dei suoi attacchi. Lionel consegna a Clark i fogli di simboli che ha scritto e assieme a Chloe cominciano a indagare. Fine, al laboratorio, inietta a Lex una dose del vaccino unita a un siero alla kryptonite per poi distruggere i virus. Lionel confessa a Martha la discussione con Jonathan la sera in cui morì. Lex si accorge di aver ottenuto delle capacità simili a quelle di Fine e Clark, infine, traduce i simboli di Lionel come l'avviso dell'imminente ritorno di Zod.
- Altri interpreti: James Marsters (Prof. Milton Fine/Brainiac 5).

## Dimensione Fantasma
- Titolo originale: Vessel
- Diretto da: James Marshall
- Scritto da: Brian Peterson e Kelly Souders

### Trama
Lex viene richiamato in un campo e portato nell'astronave da Fine. Clark, informato sull'accaduto, ragiona su tutto quello che è avvenuto nell'ultimo periodo e intuisce che in realtà Jor-El stesse cercando di proteggere lui e la Terra avvertendolo della minaccia di Zod. Clark torna quindi alla Fortezza per parlare con Jor-El: questi gli spiega che Zod è stato il vero autore della distruzione di Krypton e che per rinascere deve avere un corpo in cui vivere, fornendo poi al figlio l'arma con cui distruggere tale corpo. Clark e Chloe si rendono conto che l'ospite che Zod ha scelto è Lex e il giovane Kent rivela tutto a Lionel. Questi ritrova Lex, che ha acquisito i poteri da kryptoniano e con i quali lo ferisce; successivamente mostra i suoi poteri a Lana e la ragazza gli rivela che Clark vuole ucciderlo. Clark va a casa di Lex per avvertirlo ma vi trova prima Lana e poi Fine: questi gli offre di diventare l'ospite di Zod e al suo rifiuto provoca un enorme blackout tecnologico. Clark va da Chloe e la ragazza, temendo di non rivederlo, lo bacia. Lex e Clark si incontrano alla fattoria e cominciano a combattere: Clark non riesce a pugnalarlo e scaglia l'oggetto contro Fine, appena sopraggiunto, ma così facendo apre il portale tramite il quale Zod prende possesso di Lex; subito dopo il kryptoniano imprigiona Clark nella Dimensione Fantasma. L'aereo su cui Lois e Martha stavano andando a Washington viene dirottato da Fine mentre in tutto il mondo scoppiano rivolte e tafferugli.
- Altri interpreti: Terence Stamp (voce di Jor-El), James Marsters (prof. Milton Fine/Brainiac 5).